# 三輪士郎
三輪 士郎（1978年11月9日—），日本男性漫畫家、插畫家。男性。現在『狗-DOGS-』(以下DOGS)的續篇『DOGS/BULLETS&CARNAGE』於Ultra Jump雜誌上連載中。supercell團隊中的一人。

## 作品列表

### 漫畫
- BLACK MIND（原作：草薙だらい、Ultra Jump 1999年11-12月號）
- 狗-DOGS-（Ultra Jump 2000年-2001年）- Ultra Jump Remix 於外傳單行本中收錄。
- DOGS/BULLETS&CARNAGE（Ultra Jump 2005年7月号-）
- RWBY（Ultra Jump 2015年12月号-2017年3月號）

### 插畫
- 角川書店角川Sneaker文庫 『Devil May Cry』 挿絵
- 月刊少年GANGAN 2005年10月號 Final Fantasy VII 降臨神子 插畫
- Nitro+ 『2006 Nitroplus Calendar』 天使ノ二挺拳銃 插畫
- Fate/Zero Tribute Arts 臨終的祈禱
- 颯美 GUILTY GEAR XX / -SLASH- [The Midnight Carnival] 遊戲內插畫
- supercell 『戀愛是場戰爭』插繪
- supercell 『那一秒 慢動作』插繪
- supercell 『說謊的Parade』插繪
- supercell 『第一次戀情結束時』插繪
- supercell 1st專輯『supercell』你不知道的故事
- supercell 1st專輯『你不知道的故事』插繪・外封插畫
- supercell 『英雄』插繪
- supercell 『Perfect Day』插繪
- supercell 2nd專輯『Today Is A Beautiful Day』封面插畫
- iroha(sasaki)　『炉心融解』動畫LOGO
- EXIT TUNES『EXIT TUNES PRESENTS Vocalostar feat.初音未來』插繪
- 學研『ヘッドフォン少女画報』插繪
- supercell 『表白/我們的足跡』宣傳插畫
- 『白の団と黒い王子』插畫
- MF文庫J 『兔月双魔鏡』插繪

### 電視動畫
- 鬼牌遊戲 - 角色原案[1]
- 制約之絆 - 角色原案
- Concrete Revolutio～超人幻想～ - 一部角色原案

### 遊戲
- 七龍傳說2020 - 角色設計
- 七龍傳說2020 -II - 角色設計
- 七龍傳說 III code:VFD - 角色設計
- Fate/Grand Order - 一部角色設計[2]
- 刀劍亂舞 - 一部角色設計
- 灵魂骇客2 - 主角设计

## 外部連結
- ::: mmm WORKS ONLINE :::（页面存档备份，存于） - 官方網站
- 三輪士郎的pixiv